# Escut i bandera de Llíber
L'escut i la bandera de Llíber són els símbols representatius de Llíber, municipi del País Valencià, a la comarca de la Marina Alta.

## Escut heràldic
L'escut oficial de Llíber té el següent blasonament:
| « | Escut quadrilong de punta redona, truncat i migpartit. Al primer quarter, en camper de gules, un llibre obert d'or. Al segon quarter, en camper d'atzur, un ca rampant d'argent, amb un collar de gules. Al tercer quarter, en camper d'argent, una banda d'atzur carregada de tres flors de lis, també d'argent. Al timbre, una corona reial oberta. | » |

## Bandera
La bandera oficial de Llíber té la següent descripció:
| « | Bandera de proporcions 2:3. De roig, un llibre obert de groc, flanquejat per dos escussons amb les armes de Català de Valleriola, que són: partit, al primer, de blau, un ca rampant de blanc o gris perla, amb un collar roig; i al segon, de blanc o gris perla, una banda blava, carregada de tres flors de lis de blanc o gris perla. | » |

## Història
L'escut s'aprovà per Resolució de 22 d'abril de 1994, del conseller d'Administració Pública, publicada en el DOGV núm. 2.264, d'11 de maig de 1994.
El llibre és el senyal parlant tradicional de l'escut del poble. A sota, les armories dels Català de Valeriola, ducs d'Almodóvar i antics senyors de Llíber.
La bandera s'aprovà per Resolució de 18 de gener de 2016, de la Presidència de la Generalitat, publicada en el DOCV núm. 7.710, de 2 de febrer de 2016.